# Parafia św. Mikołaja w Niedzborzu
Parafia pw. Świętego Mikołaja w Niedzborzu – parafia należąca do dekanatu strzegowskiego, diecezji płockiej, metropolii warszawskiej. Parafia została erygowana w 1502. Mieści się pod numerem 1. Duszpasterstwo w niej prowadzą księża diecezjalni. 

## Obszar parafii
Miejscowości i ulice
W granicach parafii znajdują się miejscowości:

- Budy Sułkowskie,
- Czarnocin,
- Czarnocinek,
- Grabienice Małe,
- Grabienice Wielkie,
- Kontrewers, Łebki,
- Niedzbórz,
- Pieńpole,
- Pokrytki,
- Sułkowo Borowe,
- Sułkowo-Kolonia,
- Sułkowo Polne.